# Miranda July

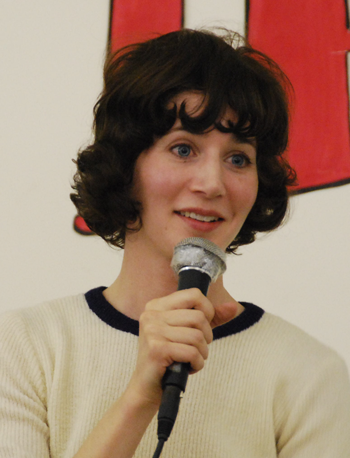
Miranda July (2007)

Miranda July (* 15. Februar 1974 als Miranda Jennifer Grossinger in Barre, Washington County, Vermont) ist eine US-amerikanische Multimediakünstlerin. Sie ist Regisseurin, Drehbuchautorin, Schauspielerin, Schriftstellerin, Performancekünstlerin und Musikerin.

## Leben
July wurde in Barre, einer Stadt im Nordosten der USA, geboren. Ihre Eltern sind Lindy Hough und Richard Grossinger, beides Schriftsteller und waren Dozenten am dortigen Goddard College. Robert Grossinger ist Julys etwa fünf Jahre älterer Bruder. Die Familie, die July als „typische d.i.y.-Familie“ bezeichnet, zog bald nach Berkeley, Kalifornien, wo July aufwuchs. Die Eltern betreiben seit 1974 den Verlag North Atlantic Books, der Bücher über Spiritualität, Kampfkunst und alternative Heilkunde vertreibt.
Laut eigener Aussage schrieb sie mit sechs Jahren ein erstes Buch, das sie Lost Child nannte und das bereits spätere Themen ihrer Arbeit andeutet. In dem Buch wird ein Mädchen von einer Stimme aus dem Haus gelotst, erlebt Abenteuer, landet im Gefängnis und muss von ihrem Vater gerettet werden. Mit sieben Jahren begann sie Tapes mit Gesprächsfragmenten zu besprechen, die sie beim Abspielen live zu „Gesprächen“ ergänzte.
Seit dem Teenageralter ist Miranda Grossinger mit der späteren Musikerin Johanna Fateman (Le Tigre) befreundet. Zusammen mit Fateman gründete sie das Fanzine Snarla. Die beiden Mädchen schrieben in Geschichten wie Snarla in Love ihre Erfahrungen nieder. Snarla erschien in den 1990er-Jahren in sechs Ausgaben, verteilt über einen Zeitraum von drei bis vier Jahren. Vertrieben wurde das Fanzine von der Riot Grrrl Press.
Im Alter von 16 Jahren wählte Grossinger den Künstlernamen July (eine Figur aus den Snarla-Geschichten) für die Präsentation ihres ersten Stücks The Lifers. Das Stück wurde in einem Punk-Club in Berkeley aufgeführt. Inspiriert wurde sie dazu durch die Brieffreundschaft mit einem inhaftierten Mörder, den sie auf eine Zeitungsannonce hin kontaktiert hatte.
1992 führte July ihre erste feministische Aktion aus. Sie fertigte ein Plakat an, das die wiederholten sexuellen Übergriffe in ihrer Schule anprangerte und setzte ihren Schuldirektor unter Druck, die Situation zu bereinigen. Sie bewirkte so, dass eine Gruppe queerer Aktivisten in die Schule eingeladen wurde, die die Schüler und Schülerinnen über Sexismus aufklärten und wie man sich vor Übergriffen schützen kann. Diese Erfahrung, politisch wirksam zu sein, bewog sie dazu, sich in der feministischen Riot-Grrrl-Bewegung zu engagieren.
Miranda July brach im zweiten Studienjahr ihr Studium an der University of Santa Cruz ab. Inspiriert durch einen Freund aus der Highschool-Zeit, der ein Studium am Portland Reed College begann, zog July nach Portland, wo sie mit anderen jungen Frauen in einer Wohngemeinschaft lebte. Sie war Sängerin der Band The Need. Mit Radio Sloan, der Gitarristin von The Need, lebte Miranda July in dieser Zeit als Paar zusammen.
Ebenfalls in dieser Zeit begann sie, Performances zu entwickeln und im Rahmen von Riot-Grrrl-Veranstaltungen aufzuführen.
Seitdem ist sie mit der Musikerin und Schauspielerin Carrie Brownstein befreundet. Carrie Brownstein und Miranda July gründeten 2002 eine selbstorganisierte Schauspiel-Übungsgruppe in Portland.
In den 90er Jahren knüpfte July Verbindungen zur Independent-Szene in Olympia und zur Portlander Film- und Video-Community, z. B. zu Harrell Fletcher und Matt McCormick, mit denen sie später zusammenarbeitete.
Bis etwa 1997 sicherte July sich ihren Lebensunterhalt mit einem Job bei einem Schlüsseldienst für Autotüren, seitdem lebt sie von ihrer künstlerischen Arbeit.

### Künstlerische Karriere
1995 startet Miranda July das partizipative Videoprojekt Joanie 4 Jackie, ein all girl video chain letter. Sie sammelte, kuratierte und kompilierte Kurzfilme von ausschließlich weiblichen Filmemacherinnen auf Videokassetten, die sie allen Mitwirkenden und Abonnenten zuschickte. July veröffentlichte bis 2008 18 Joanie 4 Jackie-Editionen, sogenannte „Kettenbriefe“, zu denen sie selbst Kurzfilme beitrug. Sie wollte den Undergroundfilmen durch diese Editionen eine gewisse Öffentlichkeit verschaffen. Eine weitere Motivation für sie war ihr Interesse für die Arbeitsweisen der Filmemacherinnen. July hatte keine formale künstlerische Ausbildung erhalten, brauchte aber für ihre Entwicklung als Filmemacherin Anreize und Vorbilder, von denen sie lernen wollte. July sagte über Joanie 4 Jackie: „That was my film school.“ Bis 2008 produzierte July etwa acht Kurzfilme, einige davon sind im Zusammenhang mit ihren Performances entstanden.
Zwischen 1998 und 2002 entwickelte Miranda July ihre Karriere als Performance-Künstlerin.
Von 1998 bis 2000 führte sie ihre erste abendfüllenden Performance Love Diamond an Kunstorten in den USA auf: dem New York Video Festival, dem New Yorker Art-Space The Kitchen, dem Yo-yo a Go-go in Olympia. Im Jahr 2000 entwickelte sie ihre zweite abendfüllende Performance The Swan Tool, die im Institute of Contemporary Arts in London, dem Guggenheim Museum (New York), dem New Yorker Museum of Modern Art, dem Portland Institute for Contemporary Art, beim International Film Festival Rotterdam und im Walker Art Center in Minneapolis gezeigt wurde.
Ihre ersten Erfolge im Filmgeschäft feierte sie im Jahre 2005 auf dem Sundance Film Festival und bei den Filmfestspielen in Cannes, wo sie mit ihrem ersten Langfilm Ich und Du und Alle, die wir kennen, der das Festival eröffnet hatte, die Caméra d’Or, die Auszeichnung für das beste Debüt, und andere Preise gewann.
Miranda July drehte ihren zweiten Langfilm The Future im Jahr 2010 auf der Grundlage der interaktiven Performance „Things We Don’t Understand and Definitely Are Not Going to Talk About“. The Future wurde von den Produktionsfirmen Film4 und der deutschen Razor Film Produktion GmbH produziert. Aufgrund der Wirtschaftskrise in den USA und dem darauffolgenden Einbruch im Indiefilmsektor suchte sich July Sponsoren in Europa, u. a. in Deutschland. Das Medienboard Berlin-Brandenburg förderte die Produktion mit 200.000 €. Aufgrund Förderbedingungen der deutschen Sponsoren waren deutsche Filmschaffende am Dreh beteiligt wie z. B. der Kameramann Nikolai von Graevenitz, der auch mit der Regisseurin Maren Ade arbeitet, sowie der Filmeditor Andrew Bird, der alle Filme von Fatih Akin geschnitten hat.
Miranda July erfuhr Unterstützung in ihrer Karriere von Miguel Arteta, Regisseur und Schriftsteller, und von Rick Moody, einem Schriftsteller und Freund ihrer Familie. Im Jahr 2002 war Moody im Publikum bei Julys Performance The Swan Tool im New Yorker Artspace The Kitchen anwesend, woraufhin sie ihm einige Seiten ihrer Schreibversuche schickte. Er bemerkte die fehlende formale schriftstellerische Ausbildung Julys und ihren Mangel an Gestaltungssicherheit, schätzte jedoch sehr die Weirdness ihrer Schreibweise. Im selben Jahr veröffentlichte Rick Moody eine erste Kurzgeschichte von Miranda July in der von ihm kuratierten Ausgabe des Mississippi-Review.
Bis zum Jahr 2007 veröffentlichte sie etwa zwölf weitere Kurzgeschichten in unterschiedlichen Literaturzeitschriften. Diese erschienen dann gesammelt im Kurzgeschichtenband No One Belongs Here More Than You, mit dem July den mit 35.000 Euro dotierten Cork City-Frank O’Connor Short Story Award gewann. Der Band wurde ein Bestseller.

### Preise
- 2004: Miranda July ist Nr. 1 der „25 New Faces of Indie Film“ des Filmmaker Magazine
- 2005:
  - Special Jury Prize beim Sundance Film Festival für den Film Ich und Du und Alle, die wir kennen (Originaltitel: Me and You and Everyone We Know)
  - Caméra d’Or (Goldene Kamera) beim Filmfestival in Cannes
  - Bestes Debüt beim Philadelphia Film Festival
  - Publikumspreis beim San Francisco International Film Festival
  - Publikumspreis beim Los Angeles Film Festival
- 2007: Cork City-Frank O’Connor Short Story Award für den Kurzgeschichtenband No One Belongs Here More Than You
- 2011: Nominierung des Spielfilms The Future für den Goldenen Bären der Internationalen Filmfestspiele von Berlin

### Rezeption
Sie wird zu einer neuen Generation US-amerikanischer Schriftsteller gezählt, die sich vor allem auf das Genre der Kurzgeschichte spezialisiert haben. Im Jahre 2007 ist eine Sammlung ihrer Kurzgeschichten unter dem Titel No One Belongs Here More Than You erschienen, die bereits Anfang 2008 auch auf Deutsch vorlag. Der Spiegel-Online-Rezensent nannte diese Sammlung das Aufregendste und Originellste seit Raymond Carver.
July wird mit steigendem Bekanntheitsgrad als Ikone der Popkultur rezipiert. Sie erhält große Mengen Post von ihren Fans aus der ganzen Welt, die mittlerweile einen ganzen Raum ihres Büros füllt. In ihren Arbeiten kommt eine spielerische Leichtigkeit, hippieske Versponnenheit und kindliche kreative Freiheit zum Ausdruck, die gepaart mit einer gewissen Verschrobenheit den Nerv der Zeit ins Schwarze trifft.
Miranda July ist mit ihrem Werk und ihrer deutlich sichtbaren Eigenwilligkeit bei gleichzeitiger Stilsicherheit eine starke Identifikationsfigur für jüngere Menschen mit Hipster-Ambitionen und Indie-Background.
July ist bemüht, das Bild von ihr in der Öffentlichkeit entscheidend mitzubestimmen. Bei Fotoshootings achtet sie genau – wie in ihren Filmen – auf alle Details ihrer Erscheinung. Fotos von Miranda July sind durch ihre klar gestalteten Details sehr narrativ.

### Familie
July ist mit dem Filmemacher Mike Mills verheiratet, sie hat eine Tochter.

## Werke

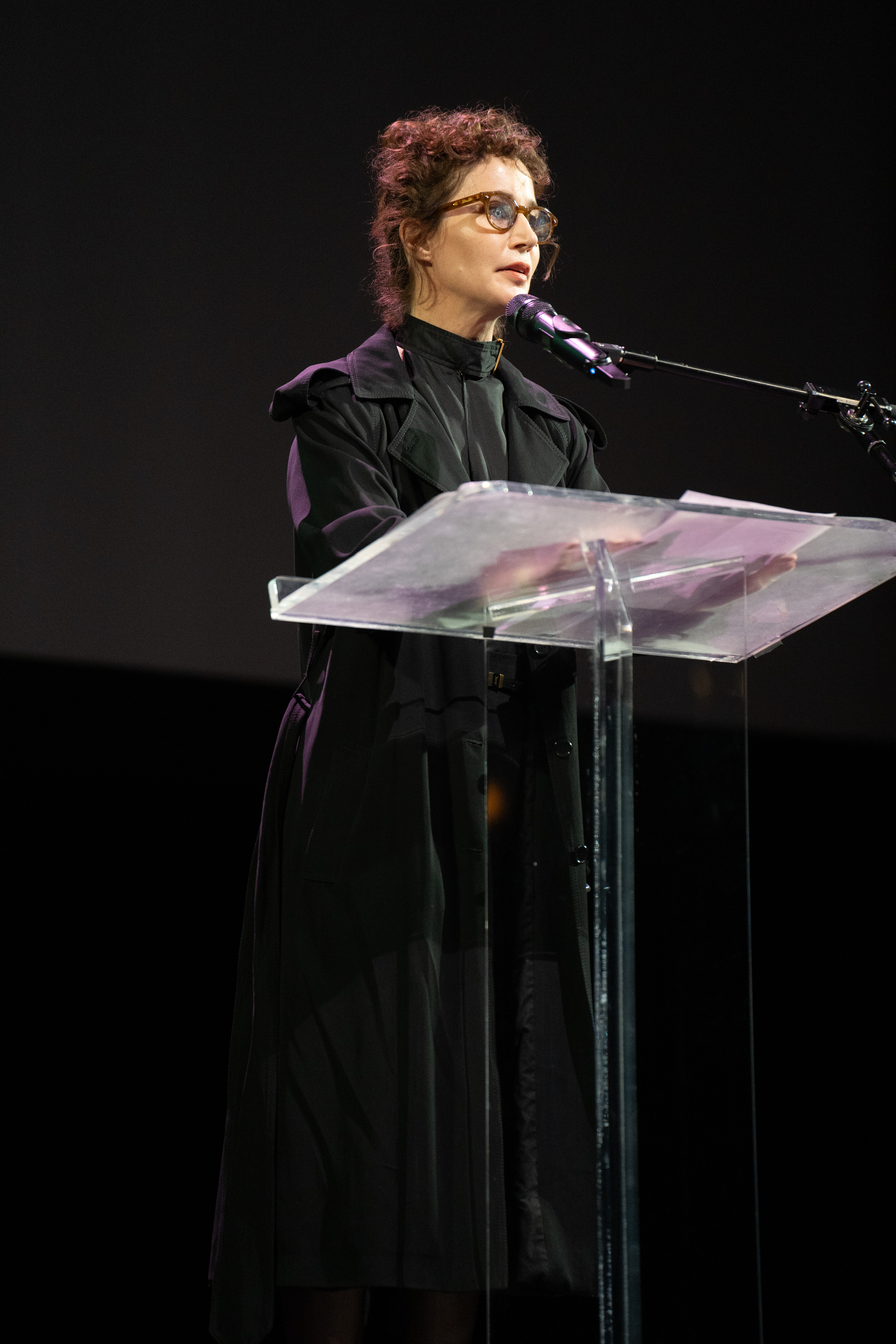
Miranda July bei den National Book Awards (2024)

#### Romane
- The First Bad Man. Scribner, New York 2015, ISBN 978-1439172568.
  - Auf Deutsch: Der erste fiese Typ. Übersetzt von Stefanie Jacobs. Kiepenheuer & Witsch, Köln 2015, ISBN 978-3-462-04770-7.
- All Fours. Canongate, Edinburgh 2024, ISBN 978-1838853440.
  - Auf Deutsch: Auf allen vieren. Übersetzt von Stefanie Jacobs. Kiepenheuer & Witsch, Köln 2024, ISBN 978-3-462-00117-4.

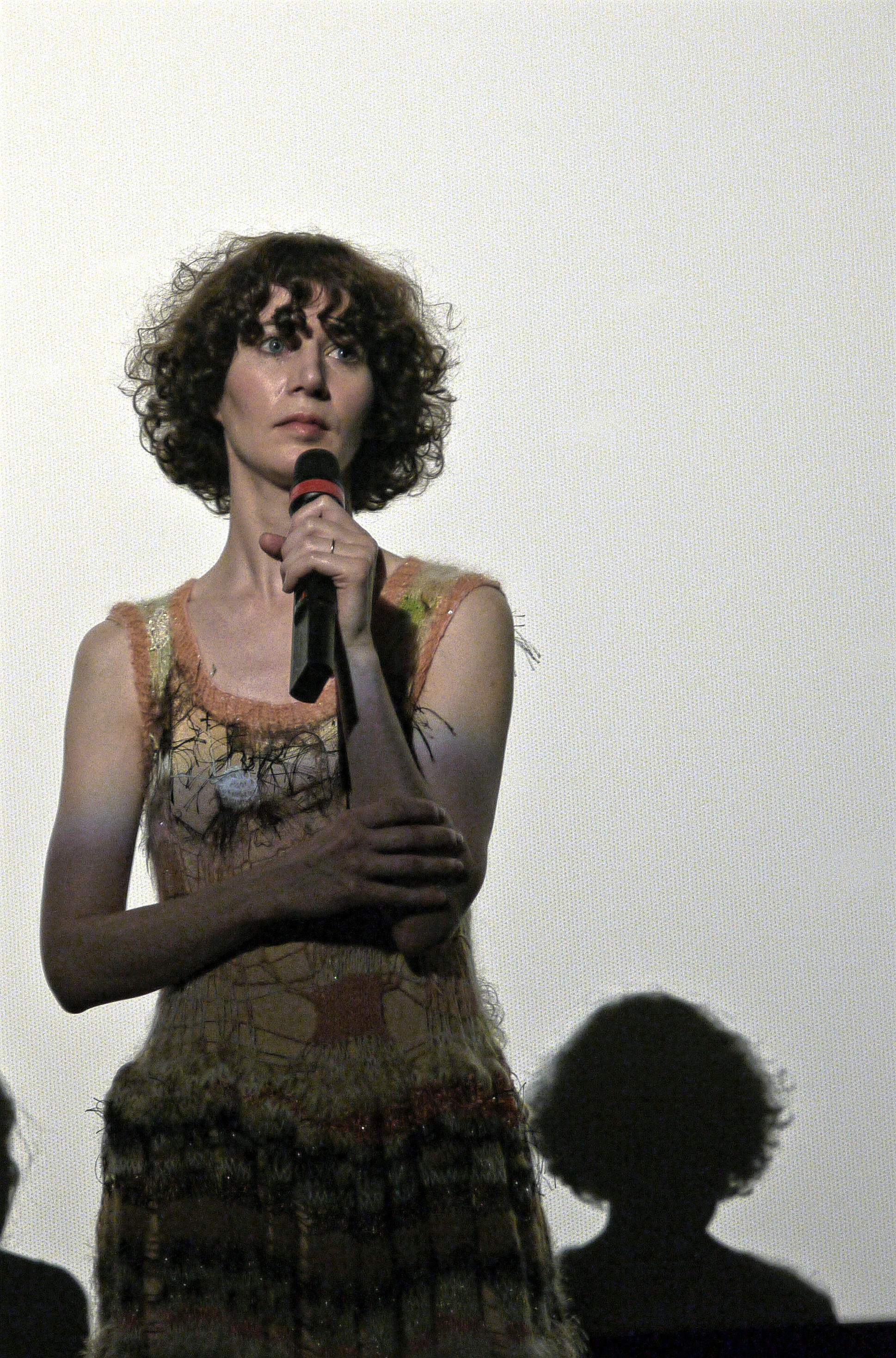
Miranda July bei der Premiere von The Future, UGC Ciné Cité Bercy, Paris, France – am 5. Juli 2011 (in einem Kleid von Rodarte)

### Filmografie (Auswahl)
- 1996: Atlanta, Kurzfilm (10 min), veröffentlicht auf VHS in The Underwater Chainletter, Joanie4Jackie -Edition vom Oktober 1996[20] und auf The Auto-Cinematic Video Mix Tape auf Peripheral Produce (Peripheral Produce No. 1-VHS-1998)[21]
- 1995–2007: partizipatives Videoprojekt Joanie 4 Jackie: Miranda July sammelte, kuratierte und kompilierte Kurzfilme ausschließlich von Filmemacherinnen, die sie allen Mitwirkenden und Abonnentinnen auf VHS-Kassetten zuschickte. July veröffentlichte jährlich eine und insgesamt 19 Joanie4Jackie-Editionen bzw. -„Chainletters“, zu denen sie selbst Kurzfilme beitrug. Sie legte jeweils ein selbst verfasstes Booklet bei, das sie im Stil der Riot-Grrrl- und Punk-Fanzines gestaltete. Im Jahr 2016 übergab Miranda July die Videoserie (etwa 300 Videos, Dokumentations- und Pressematerial) an das Getty Research Institute in Los Angeles. Im Januar 2017 wurde die Erneuerung der Projektwebsite Joanie 4 Jackie zu einem öffentlichen Archiv lanciert, auf der einige der Filme zu sehen sind.[22][23][24][25]
- 1998: The Amateurist, Kurzfilm (14 min)[26]
- 2000: Nest of Tens, Kurzfilm (27 min), als VHS veröffentlicht auf Peripheral Produce (Peripheral Produce/Nest-VHS-2000); Darsteller: Polly Bilchuk, Peter Borden, Eva Rioselo, Michael Loggins, Lindsay Beamish, Richard Greiling, Miranda July, Aidan McClean[27]
- 2001: Getting Stronger Every Day, Kurzfilm (7 min), 2003 veröffentlicht auf DVD auf der Compilation All-Time Greatest Hits auf Peripheral Produce (Peripheral Produce No. 10-DVD-2003), Darsteller: Richard Greiling, Carrie Brownstein und Mia Cianciulli[28]
- 2003: Haysha Royko, Kurzfilm (4 min)
- 2003: I Started Out With Nothing and I Still Have Most of It Left, Kurzfilm
- 2005: Ich und Du und Alle, die wir kennen, Langfilm (90 min), Buch und Regie: Miranda July, Darsteller: Miranda July, John Hawkes, Brandon Ratcliff u. a., engl. Originaltitel: Me and You and Everyone We Know, IFC Films[29]
- 2006: Get Up, Musikvideo für die Riot-Grrrl-Band Sleater-Kinney[30]
- 2007:Things We Don't Understand and Are Definitely Not Going to Talk About, Kurzfilm
- 2007: A Shape Called Horse, Kurzfilm (3:22 min), Aufzeichnung einer Performance von Miranda July, Episode Nr. 1 des Kill-Rock-Stars-Video-Podcasts[31]
- 2011: The Future, Langfilm (91 min), Buch und Regie: Miranda July, Darsteller: Miranda July, Hamish Linklater u. a.[32]
- 2013: Stand up Comedy, performativer Kurzfilm (5:57 min)[33]
- 2014: Somebody, Kurzfilm zu Miranda Julys gleichnamiger App (10:15 min)[34]
- 2020: Kajillionaire (Spielfilm 104 Minuten) Drehbuch und Regie: Miranda July. Darstellerinnen: Evan Rachel Wood, Gina Rodriguez  und Debra Winger.

### Performances, Konzeptkunst, internetbasierte Kunst und Theater

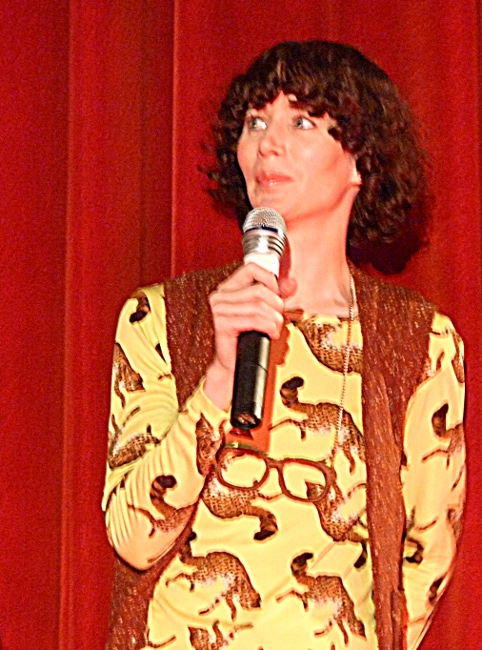
Miranda July auf der Berlinale 2011 nach der Vorführung von The Future

- 1992: The Lifers, Theaterstück im Punk-Club „924 Gilman“ in Berkeley
- 1995–1998: kleinere Performances im Kontext von Riot-Grrrl-Konzerten, u. a. zusammen mit den Bands Sleater-Kinney, Chicks on Speed, und Dub Narcotic[35], z. B. die Performance Yo Yo a Go Go (1997)[36]
- 1998–2000: Love Diamond, erste abendfüllende Performance mit Unterstützung des Musikers Zac Love und des Künstlers Jamie Isenstein, Aufführung der Performance in unterschiedlichen Locations in den USA wie z. B. beim New York Video Festival, im New Yorker Art-Space The Kitchen, und im Yo-yo a Go-go in Olympia
- 2000–2002: The Swan Tool, zweite abendfüllende Performance in Kollaboration mit dem Musiker Zac Love und dem Medienkünstler und Programmierer Mitsu Hadeishi[37]
- 2002: The Drifters, Sound Installation mit 16 Kurzgeschichten, installiert im Fahrstuhl von The Kitchen, geschrieben und eingesprochen von Miranda July, The Kitchen-Biennale, New York. Diese Ausstellungsbeteiligung rief gesteigerte Aufmerksamkeit für Miranda July hervor.[3]
- 2002–2009: Learning to Love You More, partizipatives Konzeptkunst-Web-Projekt zusammen mit Harrell Fletcher[38]
- 2002–2003: How I Learned to Draw, Performance
- 2006-heute: Things We Don't Understand and Are Definitely Not Going to Talk About, Performance
- 2007: No One Belongs Here More Than You, Konzeptwerbungs-Web-Projekt für den gleichnamigen Band (enthält z. B. einen Link zur Amazon-Unterseite des Bandes).[39]
- 2007: Auction, Performance und Konversation mit Phil Elverum, im Rahmen von Thinking Small: The Mediated Community and The Economy of Being You bei CalArts (Valencia, Kalifornien) sowie zur Believer night auf PEN World Voices (dem New Yorker Festival für Internationale Literatur)
- 2008: The Hallway, Installation auf der Triennale Yokohama. Das Werk befindet sich in der Sammlung des Hara Museum of Contemporary Art, Tokyo[40]
- 2009: Eleven Heavy Things, interaktive Skulptur, auf der 53. Biennale Venedig. Das Werk wurde 2010 nochmals im Center Lawn, Union Square Park, New York installiert.[40]
- zur Zeit laufend: Your World of Text, interaktive Konzeptkunst-Website, auf der das Publikum eigene Texte schreiben kann[41]
- 2014–2015: App Somebody. Der Betrieb der App wurde am 31. Oktober 2015 aufgrund technischer Probleme durch den großen Zuspruch eingestellt.[42][43]
- 2015: New Society, Performance[44]

### Beiträge zu Filmen anderer Regisseure
- 1999 Jesus' Son, Langfilm (Darstellerin)[45]
- 2001 The Center of the World, Langfilm, Buch: Paul Auster, Siri Hustvedt, Miranda July und Wayne Wang[46]
- 2001 Beitrag zu The Subconscious Art of Graffiti Removal von Matt McCormick (experimenteller Kurzfilm, 16 min) als Sprecherin aus dem Off[47]
- 2005 Are You the Favorite Person of Anybody?, Kurzfilm (3:45 min), Buch: Miranda July, Regie: Miguel Arteta, Darsteller: John C. Reilly, Mike White, Miranda July and Chuy Chavez[48]
- 2007 Top Ranking, Musikvideo der Band Blonde Redhead, Performance: Miranda July, Regie: Mike Mills
- 2008: How to Make a Button (Video), Buch und Performance: Miranda July, Regie: Saul Levitz, VBS.TV
- 2009 Swim Team, Kurzfilm (17 min), Buch: Miranda July, Regie: Amber Crosby[49]
- 2009 White Light, Kurzfilm (12 min), Buch: Miranda July, Regie: Alia Raza[50]
- 2012 Portlandia, Comedy-Serie, 2. Staffel (Gastauftritt als Darstellerin)[51]

### Diskografie
- EP Margie Ruskie Stops Time (1996) der Band The Need (Kill Rock Stars)
- Album 10 Million Hours a Mile (1997) (Kill Rock Stars)
- Album The Binet-Simon Test (1998) (Kill Rock Stars)
- EP Girls on Dates, split EP mit IQU (1999) (K Records)

### Retrospektive
- Miranda July: Miranda July. Prestel, München 2020, ISBN 978-3-7913-8521-1 (Werke von 1992 bis 2020).

## Über Miranda July

### Journalismus
- Philipp Holstein: Familien-Limbo gegen das System. In: Rheinische Post. 22. Oktober 2020, S. B7. Online-Version, abgerufen am 22. Oktober 2020 (Filmkritik von "Kajillionaire").
- Mary Kaye Schilling: Miranda July Shares Her Vintage Feminist Film Archive, in: The New York Times Style Magazine, 30. Januar 2017 (mit Filmbeispielen)[25]
- Ania Mauruschat: Die kalifornische Konzeptkünstlerin Miranda July. Radiofeature (52:44 min), In: Zündfunk Generator, Bayern 2, Ursendung am 3. April 2016[8]
- Lars Weisbrod: Erwachsenenspiele. Miranda July ist die Meisterin des geistreichen Trosts. Jetzt hat sie ihren ersten Roman geschrieben. Beim Lesen bekommt man einen ziemlich dicken Kloß im Hals. Und danach am besten ein Kind. In: Die Zeit, 13. August 2015, S., editiert 2. September 2015 (Rezension ihres ersten Romans Der erste fiese Typ)
- Klaus Nüchtern: Leichtes Baby, heavy Botschaft. Miranda July, It-Girl der US-Kunstszene, schreibt jetzt auch noch Romane In: Die literarische Welt, 22. August 2015, S. 4. (Rezension ihres ersten Romans Der erste fiese Typ)
- Kia Vahland: Fremdsprechen. Miranda July präsentiert eine App für Unsagbares. In: Süddeutsche Zeitung, 2. September 2014, S. 11. (mit Links zur App und einem Video mit Beispielen)
- Mein lebhaftes Selbst – Interview von Volker Sievert in der Zeitschrift uMag, Oktober 2011, S. 52–55
- Die Zauberkünstlerin – Porträt von Jan Schulz-Ojala im Tagesspiegel, 15. Februar 2011, Nr. 20889, S. 23
- Die Frau, die alles kann – Porträt von Jana Simon in der Zeit, 10. Februar 2011, Nr. 7, S. 36–41
- Marc Degens: Love, Sadness, Madness: Miranda July. In: satt.org, 20. September 2009.
- Niklas Maak: Ich habe versucht, mein Leben zu retten. Auf der Biennale in Venedig wird Miranda July, Schriftstellerin, Filmregisseurin und Künstlerin, ihre neuesten Skulpturen zeigen. In: Frankfurter Allgemeine Zeitung, 2. Juni 2009, S. 33.

### Film
- The Portland Girl Convention (1996), Dokumentarfilm von Emily B. Kingan